# Akademie věd a umění Bosny a Hercegoviny
Akademie věd a umění Bosny a Hercegoviny (srbochorvatsky/bosensky/srbsky Akademija nauka i umjetnosti Bosne i Hercegovine, ANUBiH) je nejvyšší vědecká a umělecká instituce v Bosně a Hercegovině.

## Historie
Akademie je nástupkyní Učené společnosti Bosny a Hercegoviny (Naučno društvo Bosne i Hercegovine, NDBiH), která vznikla na základě přijatého zvláštního zákona, schváleného Sněmovnou Lidové republiky Bosny a Hercegoviny 2. července 1951. Právní předpis s dlouhodobou existencí akademické instituce, v níž zasedne 15 vysoce kvalifikovaných členů. Nato se již 15. září 1952 uskutečnila ustavující Valná hromada Učené společnosti BaH, na které bylo vybráno předsednictvo (Predsjedništvo) a dozorčí rada (Nadzorni odbor). Schválené stanovy, které vstoupily v platnost 10. října, počítaly se vznikem šesti sekcí. Posléze byl v rámci akademie 29. června 1954 zřízen Balkanistický ústav (Balkanološki institut). V jeho čele stáli po sobě prof. dr. Henrik Barić, Jovan Vuković a Milenko Filipović.
Následně byl zákon o Učené společnosti BaH 14. července 1955 novelizován, načež se vedle řádných a dopisujících členů mohli volit i členové čestní a vedle nich i odborní pracovníci. Na mimořádné Valné hromadě společnosti 12. listopadu 1955 se řady organizace rozšířili o členy řádné (dr. Henrik Barić, dr. Milenko Filipović, dr. Milivoje Sarvan, dr. Milivoje Kostić) a dopisující (dr. ing. Julije Hahamović, dr. Radivoj Milin) a odborné pracovníky Balkanistického ústavu (dr. Ivan Pudić, dr. Ivan Popović, dr. Vojmir Vinja).
Samotná ANUBiH byla zřízena na základě zákona z roku 1966.
Nezávisle na akademii v Bosně a Hercegovině působí Akademie věd a umění Republiky Srbské (Akademija nauka i umjetnosti Republike Srpske, od 1996), Bosňácká akademie věd a umění (Bošnjačka akademija nauka i umjetnosti, od 2011) a Chorvatská akademie věd a umění Bosny a Hercegoviny (Hrvatska akademija znanosti i umjetnosti Bosne i Hercegovine, od 2012).

## Členstvo
V současné době (2017) má ANUBiH 39 řádných (redovni članovi) a 10 dopisujících členů (dopisni članovi).
Akademie uděluje rovněž čestné členství, které v minulosti získali Josip Broz Tito (19. 11. 1969), Ivo Andrić (23. 12. 1969), Rodoljub Čolaković (23. 12. 1969), Edvard Kardelj (29. 4. 1971), Vladimir Bakarić (18. 4. 1974), Ivan Supek (14. 5. 2002), Bogdan Bogdanović (14. 5. 2002) a Adil Zulfikarpašić (14. 5. 2002).

### Členstvo v minulosti
Předsednictvo Lidové republiky Bosny a Hercegoviny ve svém výnosu z 19. června 1952 jmenovalo 15 akademiků v několika vědeckých oborech (lékařství, jazykovědě, historii, archeologii a etnologii):
- dr. Vaso Butozan, dr. Vladimir Čavka, dr. Pavao Stern (Štern), Dimitrije Sergejevski, Hamdija Kreševljaković, dr. Risto Jeremić, dr. Branislav Đurđev, dr. ing. Nikola Zdanovski, Cvjetko Rihtman, dr. Nedo Zec, dr. Blagoje Kovačević, dr. ing. Dragomir Ćosić, Anto Babić, dr. Jovan Vuković

#### 1952–1955
Předsednictvo: předseda Vladimir Čavka, místopředseda Hamdija Kreševljaković, tajemník Anto Babić, tajemník Sekce lékařských věd Blagoje Kovačević, tajemník historických a filologických věd Branislav Đurđev, tajemník Sekce přírodních a technických věd Dragomir Ćosić
Dozorčí rada: Dragomir Ćosić, Jovan Vuković, Cvjetko Rihtman

#### 1955–1959
Předsednictvo: předseda Branislav Đurđev, místopředseda Dragomir Ćosić, tajemník Ernest Grin, tajemník Sekce lékařských věd Blagoje Kovačević, tajemník historických a filologických věd Anto Babić, tajemník Sekce přírodních a technických věd Nikola Zdanovski
Dozorčí rada: Pavao Stern (Štern), Jovan Vuković, Cvjetko Rihtman

#### 1959–1961
Předsednictvo: předseda Vaso Butozan, místopředseda Ernest Grin, tajemník Nikola Zdanovski, tajemník Sekce lékařských věd Milivoje Sarvan, tajemník historických a filologických věd Milenko Filipović, tajemník Sekce přírodních a technických věd Dragomir Ćosić
Dozorčí rada: Dragomir Ćosić, Milivoje Sarvan, Pavao Stern (Štern)

#### 1961–1963
Předsednictvo: předseda Vaso Butozan, místopředseda Ernest Grin, tajemník Nikola Zdanovski, tajemník Sekce lékařských věd Milivoje Sarvan, tajemník historických a filologických věd Cvjetko Rihtman, tajemník Sekce přírodních a technických věd Dragomir Ćosić
Dozorčí rada: Anto Babić, Mladen Deželić, Josip Ježić

#### 1963–1966
Předsednictvo: předseda Vaso Butozan, místopředseda Salko Nazečić, tajemník Mladen Deželić, tajemník Sekce lékařských věd Nedo Zec, tajemník historických a filologických věd Cvjetko Rihtman, tajemník Sekce přírodních a technických věd Edhem Čamo
Dozorčí rada: Ernest Grin, Dragomir Ćosić, Jovan Vuković

#### 1966–1967
Předsednictvo: předseda Vaso Butozan, místopředseda Branislav Đurđev, tajemník Edhem Čamo, tajemník Sekce lékařských věd Ernest Grin, Alojz Benac, tajemník Sekce historických a filologických věd, tajemník Sekce přírodních a technických věd Pavle Fukarek, člen Nedo Zec, člen Mladen Deželić, člen Josip Ježić
Výkonný výbor: předseda Vaso Butozan, místopředseda Branislav Đurđev, tajemník Edhem Čamo

#### Do listopadu 1968
Předsednictvo: předseda Vaso Butozan, místopředseda Branislav Đurđev, tajemník Edhem Čamo, tajemník Sekce lékařských věd Ernest Grin, tajemník Sekce společenských věd Alojz Benac, tajemník Sekce technických věd Aleksandar Trumić, tajemník Sekce pro literaturu a umění Meša Selimović, tajemník Sekce přírodních a matematických věd Pavle Fukarek, člen Mladen Deželić, člen Nedo Zec, člen Josip Ježić, člen Dušan Krsmanović, člen Midhat Begić
Výkonný výbor: předseda Vaso Butozan, místopředseda Branislav Đurđev, tajemník Edhem Čamo

#### 1968–1971
Předsednictvo: předseda Branislav Đurđev, místopředseda Edhem Čamo, tajemník Dušan Krsmanović, tajemník Sekce lékařských věd Pavao Stern (Štern), tajemník Sekce společenských věd Vojislav Spaić, tajemník Sekce technických věd Julije Hahamović, tajemník Sekce pro literaturu a umění Vojo Dimitrijević, tajemník Sekce přírodních a matematických věd Mahmut Bajraktarević, člen Nedo Zec, člen Meša Selimović, člen Alojz Benac, člen Kemal Kapetanović, člen Dušan Maksimović
Výkonný výbor: předseda Branislav Đurđev, místopředseda Edhem Čamo, tajemník Dušan Krsmanović

#### 1971–1974
Předsednictvo: předseda Edhem Čamo, místopředseda Vojo Dimitrijević, generální tajemník Alojz Benac, tajemník Sekce společenských věd Pavao Stern (Štern), tajemník Sekce společenských věd Vojislav Spaić, tajemník Sekce technických věd Julije Hahamović, tajemník Sekce pro literaturu a umění Midhat Šamić, tajemník Sekce přírodních a matematických věd Mahmut Bajraktarević, člen Meša Selimović (do stěhování do Bělehradu 1973), člen Kemal Kapetanović, člen Nedo Zec (zemřel 17. 11. 1973), člen Dušan Maksimović, člen Mustafa Kamarić (zemřel 6. 11. 1973), namísto Neda Zeca zvolen Ernest Grin, namísto Mustafy Kamariće zvolen Hamdija Čemerlić a namísto Meši Selimoviće zvolen Midhat Begić
Výkonný výbor: předseda Edhem Čamo, místopředseda Vojo Dimitrijević, tajemník Alojz Benac

#### 1974–1977
Předsednictvo: předseda Edhem Čamo, místopředseda Vojo Dimitrijević, místopředseda Kemal Kapetanović, generální tajemník Alojz Benac, tajemník Sekce společenských věd Hamdija Čemerlić, tajemník Sekce pro literaturu a umění Midhat Šamić, tajemník Sekce přírodních a matematických věd Miroslav Varadin, tajemník Sekce lékařských věd Seid Huković, tajemník Sekce technických věd Jahiel Finci (zemřel 11. 4. 1977), člen Aleksander Trumić, člen Midhat Begić, člen Ernest Grin (zemřel 6. 3. 1976), člen Vojislav Spaić, člen Milivoje Ćirić, namísto Ernesta Grina zvolen Hajrudin Hadžiselimović
Výkonný výbor: předseda Edhem Čamo, místopředseda Vojo Dimitrijević, místopředseda Kemal Kapetanović, generální tajemník Alojz Benac

#### 1977–1981
Předsednictvo: předseda Alojz Benac, místopředseda Midhat Šamić, místopředseda Kemal Kapetanović, generální tajemník Milivoje Ćirić, tajemník Sekce společenských věd Nedim Filipović, tajemník Sekce pro literaturu a umění Derviš Sušić, tajemník Sekce přírodních a matematických věd Miroslav Varadin, tajemník Sekce lékařských věd Seid Huković, tajemník Sekce technických věd Svetozar Zimonjić, člen Aleksander Trumić, člen Vojo Dimitrijević (zemřel 11. 8. 1981), člen Hajrudin Hadžiselimović (zemřel 10. 4. 1981), člen Vojislav Spaić, člen Dušan Maksimović (zemřel 4. 1. 1978), namísto Dušana Maksimoviće zvolen Tihomir Vuković
Výkonný výbor: předseda Alojz Benac, místopředseda Midhat Šamić, místopředseda Kemal Kapetanović, generální tajemník Milivoje Ćirić

#### 1981–1984
Předsednictvo: předseda Svetozar Zimonjić, místopředseda Marko Ciglar, místopředseda Nedim Filipović (zemřel 21. 4. 1984), generální tajemník Hasan Hadžiomerović, tajemník Sekce společenských věd Desanka Kovačević-Kojić, tajemník Sekce pro literaturu a umění Boško Kućanski, tajemník Sekce přírodních a matematických věd Tihomir Vuković, tajemník Sekce lékařských věd Grujica Žarković, tajemník Sekce technických věd Husref Redžić (zemřel 28. 4. 1984), člen Alojz Benac, člen Jakob Gaon, člen Avdo Hadžibeganović, člen Kemal Kapetanović (zemřel 3. 6. 1984), člen Derviš Sušić
Výkonný výbor: předseda Svetozar Zimonjić, místopředseda Marko Ciglar, místopředseda Nedim Filipović, generální tajemník Hasan Hadžiomerović

#### 1984–1988
Předsednictvo: předseda Svetozar Zimonjić, místopředseda Marko Ciglar, místopředseda Hasan Hadžiomerović, generální tajemník Tihomir Vuković, tajemník Sekce společenských věd Borivoj Čović, tajemník Sekce pro literaturu a umění Dževad Hozo, tajemník Sekce přírodních a matematických věd Avdo Hadžibeganović, tajemník Sekce lékařských věd Grujica Žarković, tajemník Sekce technických věd Manojlo Maravić, člen Enver Redžić, člen Krunoslav Ljolje, člen Julije Hahamović, člen Ćamil Sijarić, člen Jakob Gaon, člen Milivoje Ćirić, od 1986 předseda Odboru pro koordinaci vědecké a výzkumné práce
Výkonný výbor: předseda Svetozar Zimonjić, místopředseda Marko Ciglar, místopředseda Hasan Hadžiomerović, generální tajemník Tihomir Vuković

#### 1988–1990
Předsednictvo: předseda Svetozar Zimonjić, místopředseda Marko Ciglar, místopředseda Ćamil Sijarić (zemřel 6. 12. 1989), generální tajemník Tihomir Vuković (zemřel 6. 10. 1989), tajemník Sekce společenských věd Borivoj Čović, tajemník Sekce pro literaturu a umění Vojin Komadina, tajemník Sekce přírodních a matematických věd Krunoslav Ljolje, tajemník Sekce lékařských věd Džemal Rezaković, tajemník Sekce technických věd Manojlo Maravić, člen Enver Redžić, člen Avdo Hadžibeganović, člen Julije Hahamović (zemřel 12. 5. 1990), člen Ivo Šeremet, člen Grujica Žarković, člen Milivoje Ćirić, od 1986 předseda Odboru pro koordinaci vědecké a výzkumné práce (zemřel 13. 7. 1989), výkonem funkce generálního tajemníka pověřen Avdo Hadžibeganović
Výkonný výbor: předseda Svetozar Zimonjić, místopředseda Marko Ciglar, místopředseda Ćamil Sijarić, generální tajemník Tihomir Vuković

#### 1990–1991
Předsednictvo: předseda Seid Huković, místopředseda Krunoslav Ljolje, místopředseda Dževad Hozo, generální tajemník Petar Mandić, tajemník Sekce společenských věd Milan Vasić, tajemník Sekce pro literaturu a lingvistiku Zdenko Lešić, tajemník Sekce přírodních a matematických věd Ljubomir Berberović, tajemník Sekce lékařských věd Džemal Rezaković, tajemník Sekce technických věd Manojlo Maravić, tajemník Sekce pro umění Boško Kućanski, člen Ivan Straus (Štraus), člen Veselin Perić, člen Marko Ciglar, člen Enver Redžić, člen Vojin Komadina, člen Izet Sarajlić
Výkonný výbor: předseda Seid Huković, místopředseda Krunoslav Ljolje, místopředseda Dževad Hozo, generální tajemník Petar Mandić

#### 1992
Na pátém zasedání Předsednictva dne 13. srpna 1992, kdy už v Bosně a Hercegovině několik měsíců probíhala válka, došlo k reorganizace vedení ANUBiH. Přítomných devatenáct členů akademie do Předsednictva kooptovalo Svetozara Zimonjiće a Muhameda Filipoviće, výkonem funkce generálního tajemníka byl pověřen Zdenko Lešić, dosud dopisující člen.
Výkonný výbor: předseda Seid Huković, místopředseda Dževad Hozo, místopředseda Svetozar Zimonjić, místopředseda Muhamed Filipović, generální tajemník Zdenko Lešić
koncem roku 1992
Válečné Předsednictvo: předseda Seid Huković, Ljubomir Berberović, Sead Brkić, Dževad Hozo, Boško Kućanski, Aleksandar Nikulin, Enver Redžić, Džemal Rezaković, Arif Tanović, Svetozar Zimonjić, Izet Sarajlić, Dževad Sarač, Ivan Straus (Štraus), Fikret Vajzović, Jela Grujić-Vasić

#### 1995
Dne 24. října 1995 se uskutečnilo Volební shromáždění, na kterém byli voleni členové ANUBiH. Řádnými členy se stalo 8 dopisujících členů: Avdo Sućeska, Jela Grujić-Vasić, Dragomir Stanković, Fikret Vajzović, Božidar Matić, Dževad Sarač, Izet Sarajlić, Ivan Straus (Štraus). Dopisujícími členy se stalo 17 kandidátů: Dževad Juzbašić, Vladimir Premec, Marko Šunjić, Muhidin Hamamdžić, Faruk Konjhodžić, Slobodan Loga, Zdravko Pujić, Ejup Ganić, Zijo Pašić, Mehmed Ramović, Muhamed Karamehmedović, Affan Ramić, Petar Vidić, Hanifa Kapidžić-Osmanagić, Juraj Martinović, Abdulah Sidran, Tvrtko Kulenović

#### 1996–1999
Předsednictvo: předseda Seid Huković, místopředseda Dževad Hozo, místopředseda a pověřen funkcí generálního tajemníka Krunoslav Ljolje, tajemník Sekce společenských věd Avdo Sućeska, tajemník Sekce pro literaturu a lingvistiku Izet Sarajlić, tajemník Sekce lékařských věd Džemal Rezaković, tajemník Sekce přírodních a matematických věd Fikret Vajzović, tajemník Sekce technických věd Svetozar Zimonjić, tajemník Sekce pro umění Ivan Straus (Štraus), člen Arif Tanović, člen Marko Ciglar, člen Jela Grujić-Vasić, člen Aleksandar Nikulin, člen Ljubomir Berberović, člen Enver Redžić, člen Hanifa Kapidžić-Osmanagić,člen Boško Kućanski, člen Božidar Matić
Výkonný výbor: předseda Seid Huković, místopředseda Dževad Hozo, místopředseda a pověřen funkcí generálního tajemníka Krunoslav Ljolje

#### 1999–2002
Předsednictvo: předseda Božidar Matić, místopředseda Ljubomir Berberović, místopředseda Muhamed Filipović, generální tajemník Muhamed Karamehmedović, tajemník Sekce společenských věd Avdo Sućeska (zemřel 21. 12. 2001), tajemník Sekce pro literaturu a lingvistiku Juraj Martinović, tajemník Sekce lékařských věd Faruk Konjhodžić, tajemník Sekce přírodních a matematických věd Zdravko Pujić, tajemník Sekce technických věd Branislava Peruničić, tajemník Sekce pro umění Zlatko Ugljen, člen Abdulah Šarčević, člen Hanifa Kapidžić-Osmanagić, člen Muhidin Hamamdžić, člen Fikret Vajzović, člen Dževad Sarač, člen Ivan Straus (Štraus), namísto Avdy Sućesky zvolen Vladimir Premec
Výkonný výbor: předseda Božidar Matić, místopředseda Ljubomir Berberović, místopředseda Muhamed Filipović, generální tajemník Muhamed Karamehmedović

#### 2002–2005
Předsednictvo: předseda Božidar Matić, místopředseda Ljubomir Berberović, místopředseda Muhamed Filipović, generální tajemník Slobodan Loga, tajemník Sekce společenských věd Vladimir Premec, tajemník Sekce pro literaturu a lingvistiku Juraj Martinović, tajemník Sekce lékařských věd Faruk Konjhodžić, tajemník Sekce přírodních a matematických věd Mihovil Vlahinić, tajemník Sekce technických věd Branislava Peruničić, tajemník Sekce pro umění Zlatko Ugljen, člen Abdulah Šarčević, člen Hanifa Kapidžić-Osmanagić, člen Jela Grujić-Vasić, člen Fikret Vajzović, člen Zijo Pašić, člen Boško Kućanski
Výkonný výbor: předseda Božidar Matić, místopředseda Ljubomir Berberović, místopředseda Muhamed Filipović, generální tajemník Slobodan Loga

#### 2005–2008
Předsednictvo: předseda Božidar Matić, místopředseda Ljubomir Berberović, místopředseda Muhamed Filipović, generální tajemník Slobodan Loga, tajemník Sekce společenských věd Boris Tihi, tajemník Sekce humanitních věd Vladimir Premec, tajemník Sekce lékařských věd Muhidin Hamamdžić, tajemník Sekce přírodních a matematických věd Mihovil Vlahinić, tajemník Sekce technických věd Branislava Peruničić, tajemník Sekce pro umění Ivan Straus (Štraus), člen Slavica Krneta, člen Hanifa Kapidžić-Osmanagić, člen Jela Grujić-Vasić, člen Fikret Vajzović, člen Zijo Pašić, člen Boško Kućanski
Výkonný výbor: předseda Božidar Matić, místopředseda Ljubomir Berberović, místopředseda Muhamed Filipović, generální tajemník Slobodan Loga

#### 2008–2011
Předsednictvo: předseda Božidar Matić, místopředseda Branislava Peruničić, místopředseda Slobodan Loga, generální tajemník Zijo Pašić, tajemník Sekce společenských věd Boris Tihi, tajemník Sekce humanitních věd Vladimir Premec, tajemník Sekce lékařských věd Muhidin Hamamdžić, tajemník Sekce přírodních a matematických věd Taib Šarić, tajemník Sekce technických věd Vlatko Doleček, tajemník Sekce pro umění Mehmed Zaimović, člen Miloš Trifković, člen Hanifa Kapidžić-Osmanagić, člen Husref Tahirović, člen Fikret Vajzović, člen Enver Mandžić, člen Abdulah Sidran
Výkonný výbor: předseda Božidar Matić, místopředseda Branislava Peruničić, místopředseda Slobodan Loga, generální tajemník Zijo Pašić

## Organizační struktura
V čele akademie stojí šestnáctičlenné předsednictvo, resp. čtyřčlenný výkonný výbor předsednictva; předseda: Miloš Trifković (Srb), místopředseda Lidija Lincender-Cvijetić (Chorvatka), místopředseda Adila Pašalić-Kreso (Bosňačka) a tajemník Zijo Pašić (Bosňák).
- Sekce
  - Sekce společenských věd (Odjeljenje društvenih nauka)
  - Sekce humanitních věd (Odjeljenje humanističkih nauka)
  - Sekce lékařských věd (Odjeljenje medicinskih nauka)
  - Sekce přírodních a matematických věd (Odjeljenje prirodnih i matematičkih nauka)
  - Sekce technických věd (Odjeljenje tehničkih nauka)
  - Sekce umění (Odjeljenje za umjetnost)

- Výbory
  - Knihovna (Biblioteka)
  - Výbor pro mezinárodní spolupráci (Odbor za međunarodnu saradnju)
  - Výbor pro vydavatelskou činnost (Odbor za izdavačku djelatnost)
  - Komise pro vědecko-technologické základy rekonstrukce a rozvoj BaH (Komisija za naučno-tehnološke osnove rekonstrukcije i razvoja BiH)

- Centra
  - Centrum balkanistických studií (Centar za balkanološka ispitivanja)
  - Centrum filozofických studií (Centar za filozofska istraživanja)
  - Centrum lexikografie a lexikologie (Centar za leksikografiju i leksikologiju)
  - Centrum koordinace lékařského výzkumu (Centar za koordinaciju medicinskih istraživanja)
  - Centrum výzkumu a udržitelného rozvoje krasu (Centar za istraživanje i održivi razvoj krša)
  - Centrum systémových studií (Centar za sistemska istraživanja)

## Publikační činnost
Akademie vydává celou řadu periodik, mezi nimi výroční sborníky zvané Radovi (Práce, od 1954), Godišnjak (Ročenka, od 1966), Ljetopis (Letopis, od 1972), Dijalog (Dialog, od 1995), Herbologia (od 2002), Sarajevo Journal of Mathematics (od 2005), Acta Medica Academica (od 2006). V minulosti tiskla i periodikum Radovi matematički (Články matematické, 1985–2005). Vedle toho připravuje sborníky různého zaměření, mj. Posebna izdanja (Posebna izdanja) a Djela (Díla).

## Předsedové ANUBiH
- 1966–1968 Vaso Butozan (Srb)
- 1968–1971 Branislav Đurđev (Srb)
- 1971–1977 Edhem Čamo (Bosňák)
- 1977–1981 Alojz Benac (Chorvat)
- 1981–1990 Svetozar Zimonjić (Srb)
- 1990–1999 Seid Huković (Bosňák)
- 1999–2014 Božidar Matić (Srb)
- 2014–2020 Miloš Trifković (Srb)
- od 2020 Muris Čičić (Bosňák)